# Cintio Vitier
Cintio Vitier (Cayo Hueso, Florida, Estados Unidos, 25 de septiembre de 1921-La Habana, Cuba, 1 de octubre de 2009) fue un poeta, narrador, ensayista y crítico cubano. Vinculado en sus inicios al grupo de la revista Orígenes, junto con otros nombres destacados de la literatura cubana, tales como José Lezama Lima, Eliseo Diego o Fina García Marruz, su obra dio un giro hacia el compromiso político y social a partir de los años 60, en parte debido a la influencia del poeta nicaragüense Ernesto Cardenal.

## Biografía
Fue hijo del intelectual y profesor Medardo Vitier Guanche. Hizo sus primeros estudios en el colegio "Froebel", fundado por su padre en la localidad cubana de Matanzas. En 1935 se trasladó con su familia a La Habana, donde prosiguió sus estudios en el colegio "La Luz", en el que tuvo como condiscípulo al futuro poeta Eliseo Diego. Más tarde cursó estudios superiores en la Universidad de La Habana, época durante la cual editó la revista Clavileño (1942-1943). Se doctoró en Derecho Civil en 1947, aunque nunca ejerció como abogado.
Durante sus años universitarios, Vitier hizo amistad con José Lezama Lima y Fina García Marruz, con la que contraería matrimonio en 1947. Fue miembro de la redacción de la revista Orígenes, dirigida por José Lezama Lima y José Rodríguez Feo, y una de las más importantes revistas de la historia literaria cubana. Ha colaborado también en otras muchas revistas literarias cubanas, como Espuela de Plata, Poeta, Lunes de Revolución, Casa de las Américas, Unión, etc. 
Trabajó, entre 1947 y 1961, como profesor de francés en la Escuela Normal para Maestros de La Habana. Más tarde fue también docente de literatura cubana e hispanoamericana en la Universidad Central de Las Villas. Dirigió varias revistas, entre ellas, la Nueva Revista Cubana, la Revista de la Biblioteca Nacional "José Martí" y el Anuario Martiano. 
Recibió numerosos premios, entre los que destacan el Premio Nacional de Literatura en 1988, el Premio Juan Rulfo, en el año 2002, el título de Oficial de Artes y Letras de Francia, y la medalla de la Academia de Ciencias de Cuba.
Presidió el Centro de Estudios Martianos. Recibió doctorados honoris causa por parte de la Universidad de La Habana, la Universidad Central de Las Villas y la Universidad Soka de Japón.

## Obras

### Poesía
- Experiencia de la poesía (1944)
- De mi provincia (1945)
- Extrañeza de estar (1945)
- Capricho y homenaje (1947)
- El hogar y el olvido: 1946-1949 (1949)
- Sustancia (1950)
- Conjeturas (1951)
- Vísperas 1938-1953 (1953)
- Canto llano (1954-1955) (1956)
- Escrito y cantado (1954-1959) (1959)
- Testimonios 1953- 1969" (1968)
- La fecha al pie 1968- 1975 (1981)
- Nupcias 1979-1992 (1993)
- Un extraño honor
- Cuaderno así (2000)
- Epifanías (2004)

### Novelas
- De peña pobre
- Los papeles de Jacinto Finalé
- Rajando la leña está (1986)

### Ensayos
- Lo cubano en la poesía (1958)
- Poética (1961)
- Crítica sucesiva (1971)
- Ese sol del mundo moral (1975)

### Antologías de poesía cubana
- Diez poetas cubanos 1937-1947
- Cincuenta años de poesía cubana. 1902-1952
- Las mejores poesías cubanas
- Los grandes románticos cubanos
- Los poetas románticos cubanos